# Lorenzo Albizua
Lorenzo Albizua Eguiluz (Arrigorriaga, Vizcaya, 12 de octubre de 1920-19 de noviembre de 1981) fue un futbolista español que jugaba como centrocampista.

## Trayectoria
En 1942 se incorporó al Athletic Club, con el que debutó en Liga ante el Granada logrando uno de los goles en un triunfo por 4 a 1. Sin embargo, solo disputó 50 encuentros en su etapa como rojiblanco. En 1948 se incorporó al Barakaldo Club de Fútbol tras dos años sin jugar y, un año más tarde, firmó por la Unión Deportiva Salamanca, con el que puso fin a su carrera deportiva en Segunda División en la temporada 1949-50.

## Clubes
| Club                     | País   | Año       |
| ------------------------ | ------ | --------- |
| Athletic Club            | España | 1943-1948 |
| Barakaldo Club de Fútbol | España | 1948-1949 |
| UD Salamanca             | España | 1949-1950 |

## Palmarés
- Primera División (1943).
- Copa del Generalísimo (1943, 1944 y 1945.